# Else Kündinger
Else Kündinger (oft als Else Kündiger geführt; * 5. Mai 1885 als Elisabeth Marie Kündinger in Mannheim; † 23. Dezember 1967 in München) war eine deutsche Schauspielerin.

## Leben und Wirken
Die Tochter des Hofmusikus Kanut Kündinger und seiner Frau Marie, geb. Bundschu, trat bereits in jungen Jahren unter Max Reinhardt auf, etwa 1911 an der Seite Alexander Moissis in „König Oedipus“. Ihren Durchbruch an der Bühne erlangte sie in den letzten Jahren vor Ausbruch des Ersten Weltkriegs an den Münchner Kammerspielen – einer Spielstätte, der sie auch nach 1918 unter der Leitung Otto Falckenbergs viele Jahre lang die Treue halten sollte. Ihre erste tragende Rolle spielte Kündinger dort im Februar 1912 in August Strindbergs Stück „Vater“. Am gleichen Ort wurde sie auch mit der Leitung des Kostümwesens betraut. In späteren Jahren band sich die Künstlerin nicht mehr fest an ein Haus. Nebenbei nahm Kündinger bereits zu Stummfilmzeiten die eine oder andere kleine Rolle vor der Kamera an. Vor allem im Dritten Reich war Else Kündinger beim Film recht gut beschäftigt, wo sie öfters als Honoratiorin eingesetzt wurde (Bürgermeister-Gattin in Spiel auf der Tenne, Baronin in Der arme Millionär, Leiterin eines Kinderheims in Tonelli). Sie stand 1944 in der Gottbegnadeten-Liste des Reichsministeriums für Volksaufklärung und Propaganda.
Nach dem Krieg war sie sowohl an der Bühne als auch vor der Kamera kaum mehr zu sehen.
Der Pianist Rudolf Kündinger war der Bruder ihres Vaters und somit ihr Onkel.

## Filmografie
- 1916: Lebenswogen
- 1925: In den Sternen steht es geschrieben
- 1926: Ich hab mein Herz in Heidelberg verloren
- 1929: Wenn der weiße Flieder wieder blüht
- 1932: Kreuzer Emden
- 1933: Mit dir durch dick und dünn
- 1937: Der Katzensteg
- 1937: Spiel auf der Tenne
- 1939: Der arme Millionär
- 1940: Das sündige Dorf
- 1940: Der Herr im Haus
- 1940: Das Fräulein von Barnhelm
- 1942: Peterle
- 1943: Der unendliche Weg
- 1943: Tonelli
- 1944/48: Frech und verliebt
- 1949: Die drei Dorfheiligen
- 1959: Eine Dummheit macht auch der Gescheiteste (Fernsehfilm)